# Achille Papa

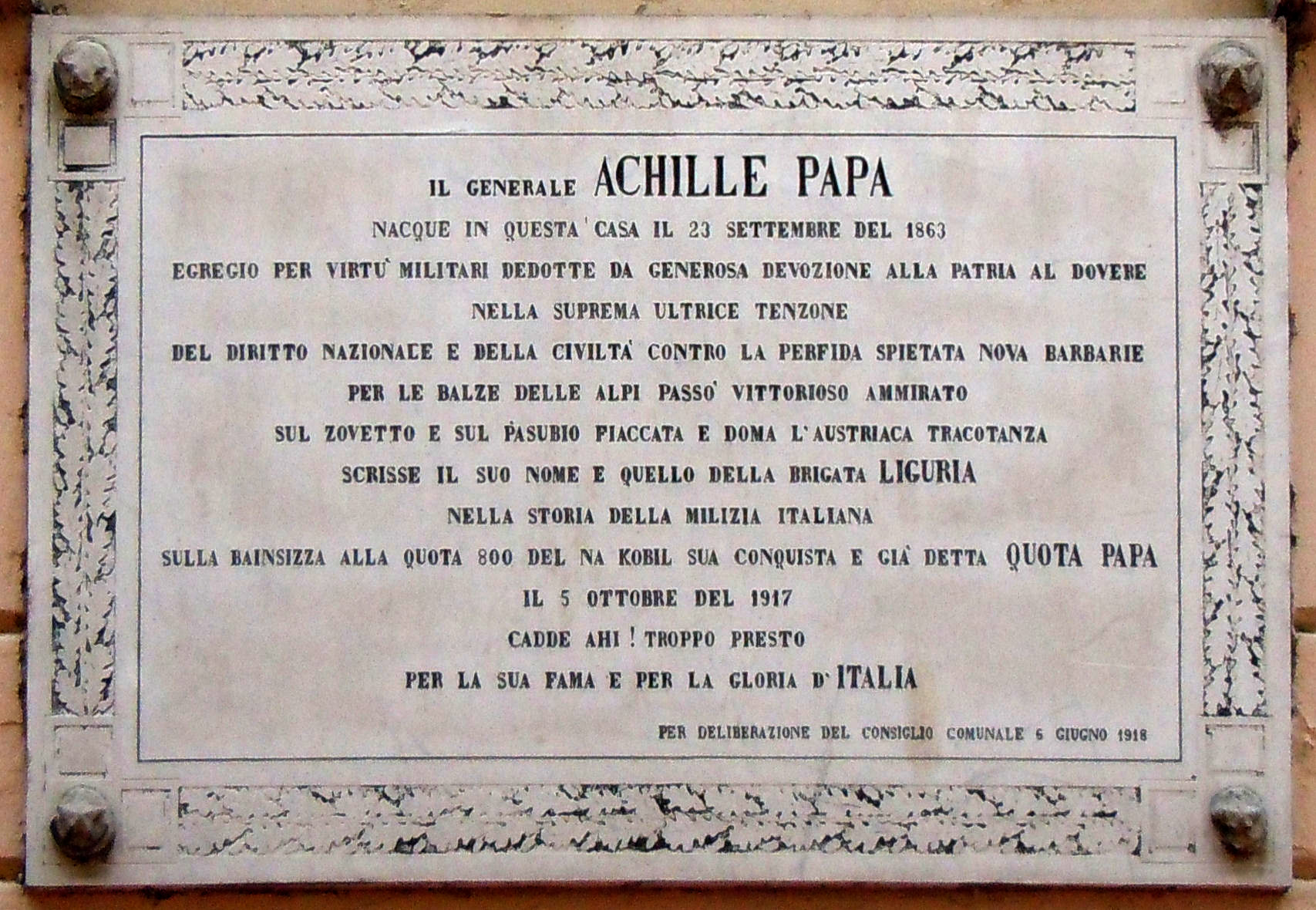
Lapide sulla casa di nascita

Achille Papa (Desenzano del Garda, 23 settembre 1863 – Bainsizza, 5 ottobre 1917) è stato un generale italiano.

## Biografia
Achille Papa nacque a Desenzano del Garda nel 1863 da Antonio Papa e Teresina Girardini. La coppia ebbe nove figli ma solo tre raggiunsero l'età adulta. Il padre, commerciante e proprietario di un piccolo negozio di generi misti a Desenzano, mandò Achille prima all'Istituto tecnico di Brescia e poi alle scuole Candelero a Torino per preparare gli esami d'ammissione alla Accademia militare di Modena.
Nel 1880 fu ammesso all'Accademia che terminò due anni più tardi con il grado di sottotenente. Ancora nel 1882 fu assegnato al 47º Reggimento fanteria. Nel 1884 fu promosso tenente e assegnato al 5º Reggimento alpini per passare poi nel 1892 come capitano al Battaglione Alpini Val Susa, allora alle dipendenze del 4º Reggimento alpini.
Si sposò nel 1895 e dal matrimonio nacquero tre figli. Con la moglie intrattenne una fitta corrispondenza epistolare durante la prima guerra mondiale, pubblicata in parte per la prima volta nel 1937 nel libro Col cuore e con la spada. Nel 1902, dopo un incarico come ufficiale di stato maggiore, ritornò in fanteria presso il 73º Reggimento per passare poi ad altri reggimenti di fanteria. Nella primavera del 1915 superò l'esame per diventare colonnello e il 1º aprile assunse il comando dell'81º Reggimento fanteria.

### Prima guerra mondiale

#### Sulle Dolomiti e sull'Isonzo
Dopo l'entrata in guerra il reggimento alle dipendenze della 4ª Armata del generale Luigi Nava si spostò in Alta Val Cordevole e partecipò alle azioni offensive dell'estate/autunno 1915 nella zona del Col di Lana e Sasso di Stria. In quel periodo Papa non risparmiò critiche in confronto alle strategie applicate, e cioè di attaccare le linee avversarie senza una dettagliata ricognizione e senza speranza di successo, soffrendo al contempo perdite consistenti. Proprio sul Col di Lana fu testimone di questi attacchi, condotti sotto il comando di Peppino Garibaldi. Già in questa prima fase della guerra vide l'importanza del legame tra comandanti e truppa e si occupò costantemente a ridurre i disagi dei soldati, chiedendo ad esempio ai comandi superiori un'adeguata fornitura di vestiario invernale, inoltre fece riposare regolarmente le sue truppe nelle retrovie.
Il 30 novembre 1915 gli fu assegnato il comando della Brigata Liguria schierata sull'Isonzo nella zona del Monte Nero tra Caporetto e Tolmino. Dopo un breve periodo di riposo a Treviso dalla sua famiglia iniziò il nuovo incarico ai primi di dicembre. Questo passaggio avvenuto comportò in automatico la promozione a generale, formalizzata poi nel marzo 1916. Il suo compito nell'inverno 1915/16 fu il riordino della brigata, in parte colpita da un'epidemia di colera, e il rafforzamento delle postazioni. Durante il periodo che trascorse con la Liguria sull'Isonzo svolse anche la funzione di comandante di piazza di Caporetto e di sindaco. Si curò particolarmente della popolazione civile rimasta e costruì un ricreatorio con una scuola per i bambini di strada chiedendo aiuti finanziari anche ai suoi amici e conoscenti.
Con l'inizio della bella stagione ripresero su larga scala i combattimenti. A metà marzo 1916 Papa e la sua brigata parteciparono alla Quinta battaglia dell'Isonzo. Ai primi di aprile riceve un encomio per aver respinto un attacco degli austro-ungarici sulla lunetta del Mrzil, importante caposaldo italiano alle pendici della montagna. Il 21 maggio 1916 la Brigata Liguria si trasferì sul fronte Trentino dove gli austro-ungarici avevano da poco scatenato la cosiddetta Strafexpedition.

#### Monte Zovetto e Monte Pasubio

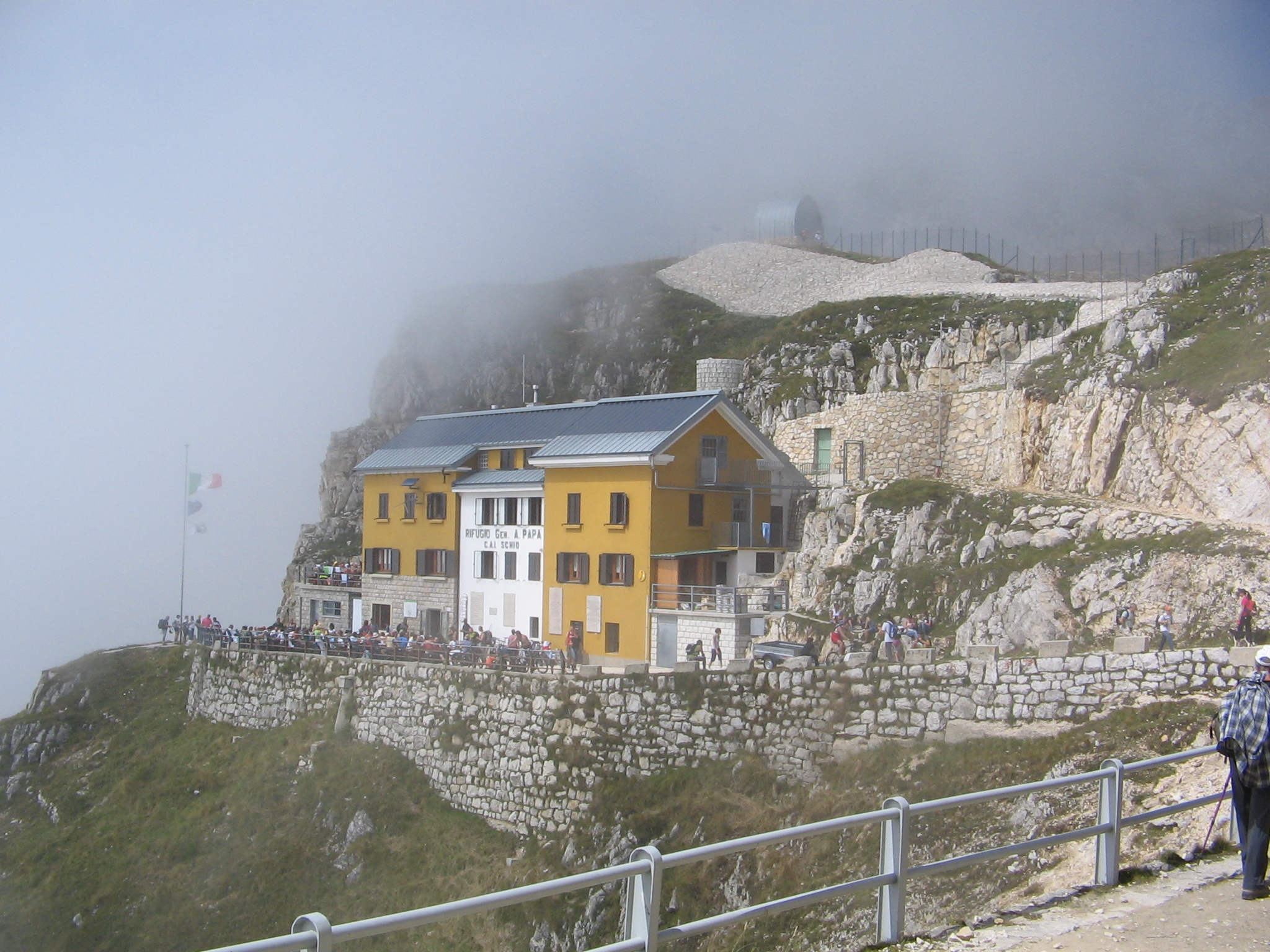
Il Rifugio Achille Papa.

Il 6 giugno il generale Papa si trovò con la Liguria sulla linea del fronte sull'Altopiano di Asiago a sud di Cesuna nella zona del Monte Zovetto - Magnaboschi. Papa dopo una prima ricognizione ordinò subito il rafforzamento delle linee. Il 14 giugno il I Corpo d'armata austro-ungarico sotto il comando del generale Karl von Kirchbach auf Lauterbach lanciò l'ultima azione offensiva della Strafexpedition proprio sulle linee tenute dalla Brigata Liguria. La brigata sotto il comando di Papa resistette per tre giorni ai bombardamenti dell'artiglieria austro-ungarica e ai continui attacchi della fanteria imperiale subendo perdite notevoli. Il 16 gli austro-ungarici sospesero l'azione offensiva e il giorno seguente la Liguria fu ritirata dal fronte. Per la difesa dello Zovetto gli fu conferito l'Ordine militare di Savoia.
Il 2 luglio 1916 la 10ª Brigata di montagna austro-ungarica sotto il comando del brigadiere Karl Korzer rafforzato con il 1º Reggimento Kaiserjäger sferrò l'attacco contro il Dente Italiano e Cima Palon sul Monte Pasubio. L'obiettivo principale, l'occupazione della cima più alta del Pasubio fallì. Il giorno seguente la Brigata Liguria sotto il comando di Papa fu trasferita sul Pasubio per rimpiazzare le perdite della battaglia. Come di consuetudine Papa ordinò il rafforzamento della linea occupata dalla Lora alla Cima Palon fino al Corno del Pasubio. Iniziò così un lungo e meticoloso lavoro di fortificazione sul Pasubio. Papa con il suo bastoncino, che diventò il suo marchio, continuò ad ispezionare tutta la linea, ascoltando il parere dei soldati che occupavano i singoli settori. Oltre alla costruzione di trincee, postazioni, ricoveri in galleria, si occupò anche della costruzione di un sistema logistico con la messa in opera di acquedotti e teleferiche per garantire la fornitura d'acqua e rifornimenti per migliorare così la precaria situazione dei soldati in prima linea. Nelle vicinanze delle Porte del Pasubio fece costruire una piccola città di baracche, chiamato in seguito El Milanin. Alcune di queste baracche furono nel dopoguerra utilizzate per la costruzione del Rifugio a lui intitolato.
Durante l'offensiva italiana nell'ottobre del 1916 sul Pasubio, che portò alla riconquista della Alpe di Cosmagnon, comandò oltre alla Brigata Ligura anche alcuni battaglioni Alpini. Per la difesa del Monte Zovetto e le azioni sul Pasubio ricevette nel novembre 1916 la sua prima Medaglia d'argento al valor militare.
A parte un breve periodo che trascorse per malattia a casa sua a Treviso rimase sul Pasubio per oltre 12 mesi, fino all'agosto 1917. Nel frattempo gli fu assegnato all'inizio del 1917 il comando di tutto il settore del Pasubio e nell'aprile 1917 prese il comando della 44ª Divisione, rilevando il generale Andrea Graziani, alla quale fu assegnato dalla sua presenza sul Pasubio la Brigata Liguria. Durante questo periodo rafforzò ulteriormente il settore del Pasubio impegnando fino a 50 perforatrici per la costruzione di gallerie. A lui fu intitolata la galleria Papa sotto la Cima Palon, iniziata nel gennaio 1917, che collegò Cima Palon con il sistema sotterraneo del Dente Italiano. Si disse di lui che conoscesse ogni sasso sul Pasubio.

#### Sull'Altopiano della Bainsizza
Il 13 agosto 1917 partì dal Pasubio con dispiacere per partecipare con la 44ª Divisione, ora composta principalmente dalle Brigate Venezia e Aquila, alla Undicesima battaglia dell'Isonzo. A metà settembre dopo essere stato collocato come riserva di armata alle dipendenze della 3ª Armata passò alle dipendenze della 2ª Armata sotto il comando del generale Luigi Capello e si trovò di nuovo con la sua divisione sulla linea del fronte sull'Altopiano della Bainsizza a pochi chilometri da Gorizia. Il 29 settembre 1917 dopo un meticoloso lavoro di ricognizione diresse con successo l'attacco contro quota 800, poi denominata quota Papa al limite meridionale dell'Altopiano della Bainsizza presso la località Madoni.
Pochi giorni dopo, il 5 ottobre 1917, fu colpito sulla stessa quota durante una delle sue ispezioni della prima linea da una pallottola esplosiva sparata da un cecchino austro-ungarico. Morì il primo pomeriggio dello stesso giorno in un vicino posto di medicazione in località Sveto per emorragia, nonostante un'operazione di emergenza eseguita dal personale dell'ospedale chirurgico al campo Città di Milano. Sul letto di morte gli fu conferita la seconda Medaglia d'argento al valor militare per la conquista di quota 800. Nel novembre 1917 fu insignito anche con la Medaglia d'oro al valor militare.
Le sue spoglie furono tumulate nel cimitero dei quattro generali vicino a Oslavia e nel 1938 traslate nel Sacrario Militare di Oslavia dove si trova tuttora la sua tomba.

## Memoria
Vicino al luogo della sua morte e precisamente sul monte Gomila, 816 m, durante la guerra chiamata quota 800, nell'insediamento di Battaglia della Bainsizza (Bate) del comune sloveno di Nova Gorica si trova un monumento a piramide in suo onore, recentemente entrato a far parte del Parco della Pace del Monte Sabotino (Sabotin Park Miru).
A lui furono intitolati un cacciatorpediniere della classe Generali della Regia Marina, varato nel 1921 e affondato nel 1943, e una caserma a Brescia, ormai dismessa, sede del 20º Battaglione di Fanteria Meccanizzata.
Riportano invece ancora il suo nome il Rifugio Achille Papa (al cui interno si trova un suo busto), una scuola elementare nella sua città natale Desenzano e la trentunesima galleria della strada delle 52 gallerie del Monte Pasubio, scavate in occasione dei combattimenti della prima guerra mondiale, lunga 72 metri.
Desenzano gli eresse nel 1937 sul lungolago un monumento su progetto dell'architetto Giancarlo Maroni. L'aquila sopra il monumento è opera dello scultore Renato Brozzi e fu donata da Gabriele D'Annunzio. Il mezzobusto di Achille Papa inserito nello stesso monumento è invece opera di Timo Bortolotti.
Vie dedicate al generale Achille Papa si possono riscontrare nella topografia di alcune città del centronord, tra le quali Milano, Roma e Genova.